# Geodet
Geodet je osoba koja se profesionalno bavi geodezijom.
Djelatnost geodetskog inženjera obuhvaća:
- određivanje veličine i oblika Zemlje, te prikupljanje i obradu podataka koji su neophodni za

određivanje Zemljinog polja sile teže kao i položaja, veličine, oblika i površine bilo kojeg njenog dijela;
- utvrđivanje položaja Zemlje u svemiru, utvrđivanje njene građe, nadzor nad njenim prostornim

promjenama i promjenama građevinskih objekata;
- određivanje položaja državnih i drugih administrativnih granica, te granica javnih i privatnih

čestica zemljišta, uključujući uknjižbu tih čestica kod nadležnih uprava;
- istraživanja prirodnog i društvenog okoliša, otkrivanje datosti kopna i mora, uporaba dobivenih

podataka u općinskim, gradskim, županijskim i državnim društvenim i prostornim planovima razvitka;
- planiranje, razvijanje i novo oblikovanje vlasničkih odnosa među česticama zemljišta i građevinama;

- utvrđivanje vrijednosti pojedinih zemljišnih čestica i građevina, te upravljanje vlasničkim odnosima nad njima;

- planiranje, izmjera, organizacija i nadzor građevinskih radova;

- projektiranje, uspostavljanje i upravljanje geografskim, kartografskim i zemljišnim informacijskim

sustavima, te trajno prikupljanje, čuvanje, obrađivanje i analiziranje podataka u tim sustavima;
- prikazivanje informacija o prostoru u obliku kartografskih prikaza.